# برانزکومب ریچموند
برانزکومب ریچموند (انگلیسی: Branscombe Richmond؛ زادهٔ ۸ اوت ۱۹۵۵) بازیگر تلویزیون و سینما اهل ایالات متحده آمریکا است.

## فیلم‌شناسی
- بازگشت بتمن
- فراموش کردن سارا مارشال
- جواز قتل (فیلم ۱۹۸۹)
- پیشتازان فضا ۳: جستجو برای اسپاک
- قهرمان و ترور
- آتش‌نشان (فیلم ۱۹۸۶)
- سفر ۲: جزیره اسرارآمیز
- پادشاه عقرب
- فیلم کنتاکی فراید
- کماندو
- کریستوف کلمب: اکتشاف
- سخت‌کش
- موج‌سوار معنوی
- پنهان
- کیج
- سوی موفرفری
- اکش جکسون
- نادرمانگر